# Beatrice Cenci (film 1956)
Beatrice Cenci è un film del 1956 diretto da Riccardo Freda.

## Trama
Nel 1598 nell'inchiesta sulla morte di Francesco Cenci, patrizio violento e dissoluto, è coinvolto il figlio Giacomo, amante della matrigna Lucrezia. Per difenderlo Lucrezia accusa Olimpio Calvetti, intendente di Francesco, che aveva aiutato Beatrice Cenci. Messa sotto tortura anche Beatrice accusa Olimpio, ma viene condannata a morte e decapitata a Castel Sant'Angelo. Alla fine il giudice fa rinchiudere anche Giacomo e Lucrezia.